# توسه پروئسکی
توسه پروئسکی (به انگلیسی: Toše Proeski) (زاده ۲۵ ژانویه ۱۹۸۱-درگذشته ۱۶ اکتبر ۲۰۰۷) خواننده، ترانه‌سرا اهل مقدونیه بود.
او نماینده مقدونیه در مسابقه آواز یوروویژن ۲۰۰۴ بود.

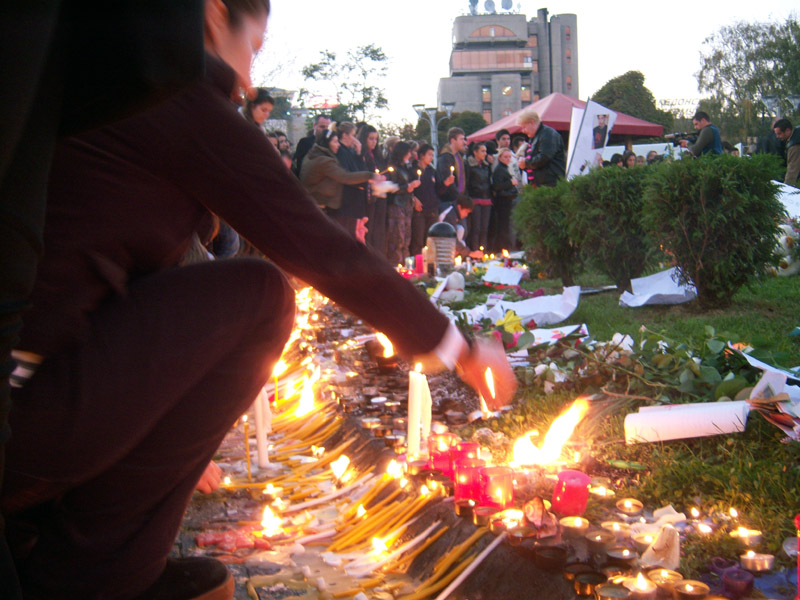
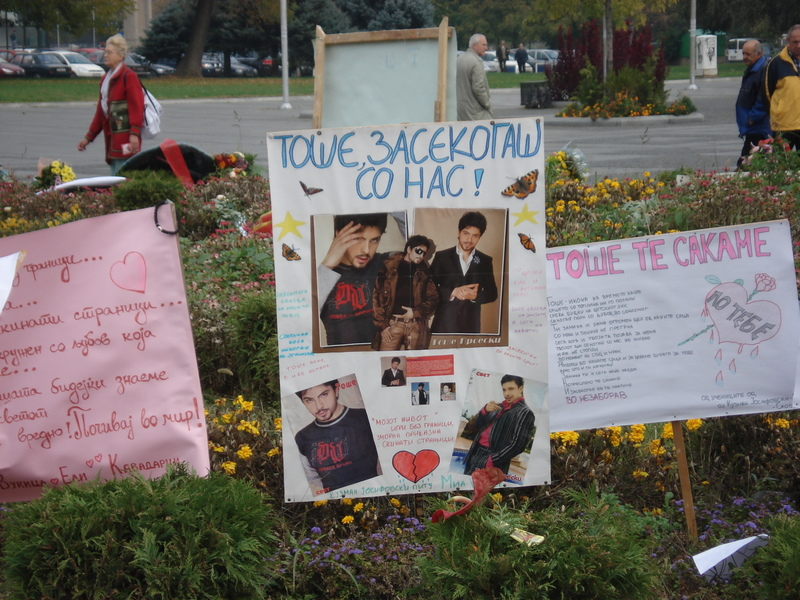
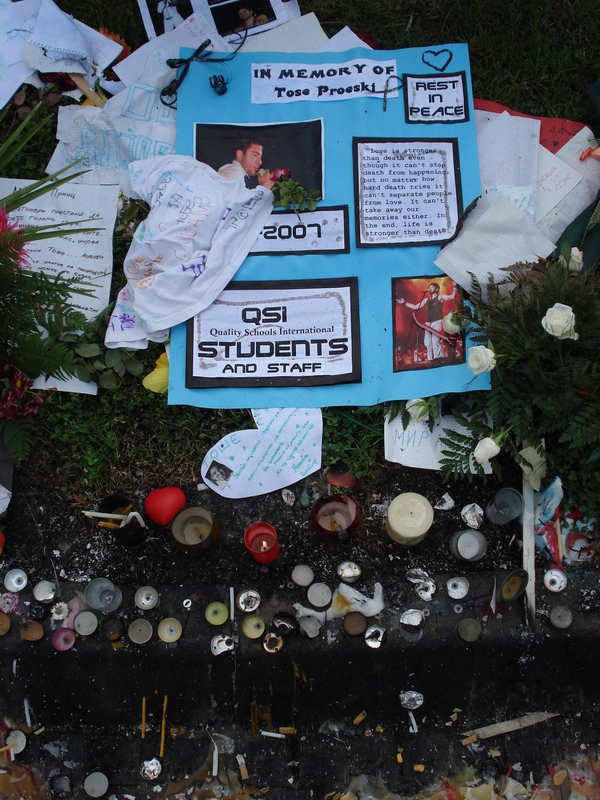
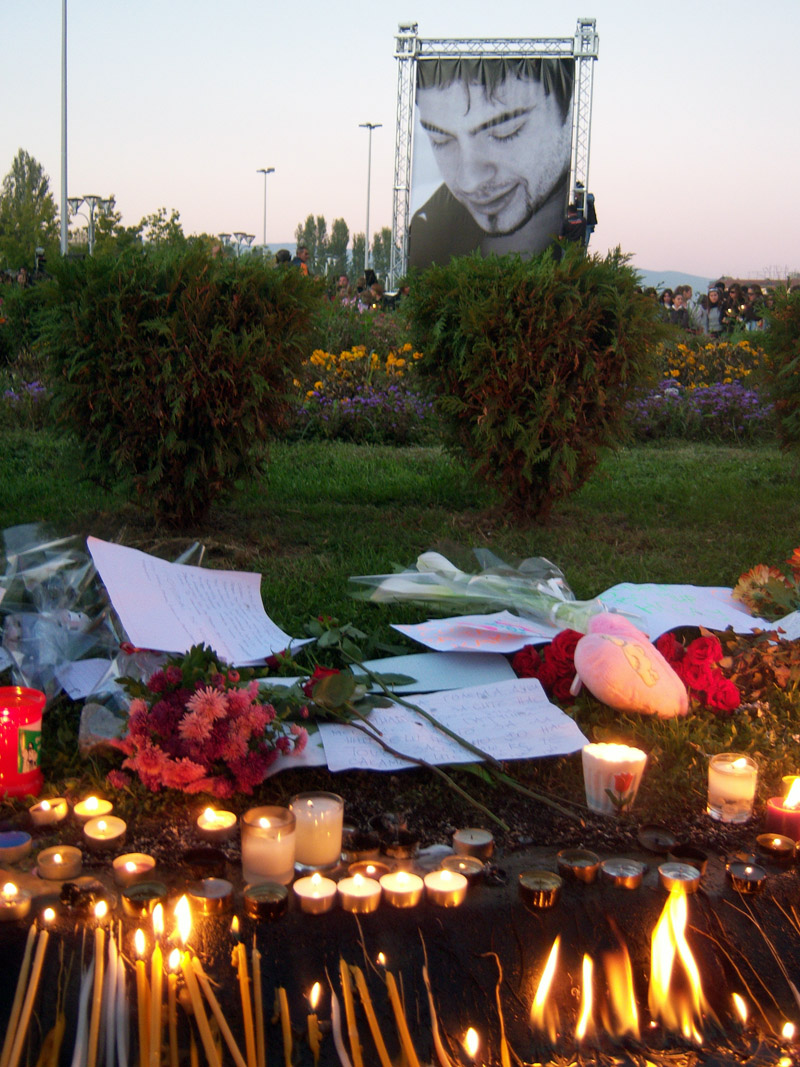
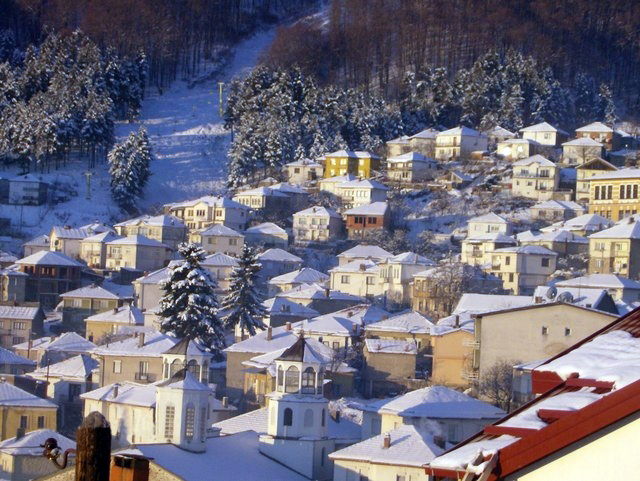